# Lac Rwanyakazinga
Le lac Rwanyakazinga est un lac du Rwanda situé  à l'intérieur du parc national de l'Akagera, dans le district de Gatsibo, province orientale.

## Géographie
Le lac Rwanyakazinga a une superficie de 19,6 km² avec une circonférence de 43,7 km. Il a une forme allongée dans une direction sud-ouest-nord-est avec une longueur maximale de 10,3 et une largeur maximale de 4,3 km. La profondeur maximale du lac Rwanyakazinga n'est que de 4,3 m,. Le côté nord appartient au secteur Karangaziz du district de Nyagatare, tandis que le côté sud se trouve dans le secteur Rwimbogo du district de Gatsibo.
Au sud-est du lac Rwanyakazinga se trouve le lac Mihindi. Tous deux font partie d'un groupe de lacs situés de l'autre côté du Nil Kagera et dans les marais de l'Akagera (de). Cependant, la plupart des lacs ne sont pas reliés en permanence au Nil Kagera. Cela se produit pendant la saison des pluies, qui a lieu deux fois par an, et de nombreux petits ruisseaux saisonniers se jettent également dans les lacs à cette période. Le niveau d'eau varie donc d'environ 1 à 1,5 mètres. Les précipitations annuelles totales dans la région sont de 650 à 900 mm,,,.

## Flore et Faune
Les hippopotames et les crocodiles vivent dans les lacs du parc national de l'Akagera. Les tortues et les amphibiens sont également fréquents,. 
En outre, les mammifères présents dans le parc, comme par exemple les éléphants, les buffles, les zèbres, les cobes à croissant, les grands cobes des roseaux, les céphalophes de Grimm, les  antilopes rouanne, les impalas, les phacochères et les léopards, fréquentent les lacs,,.

## Voir aussi

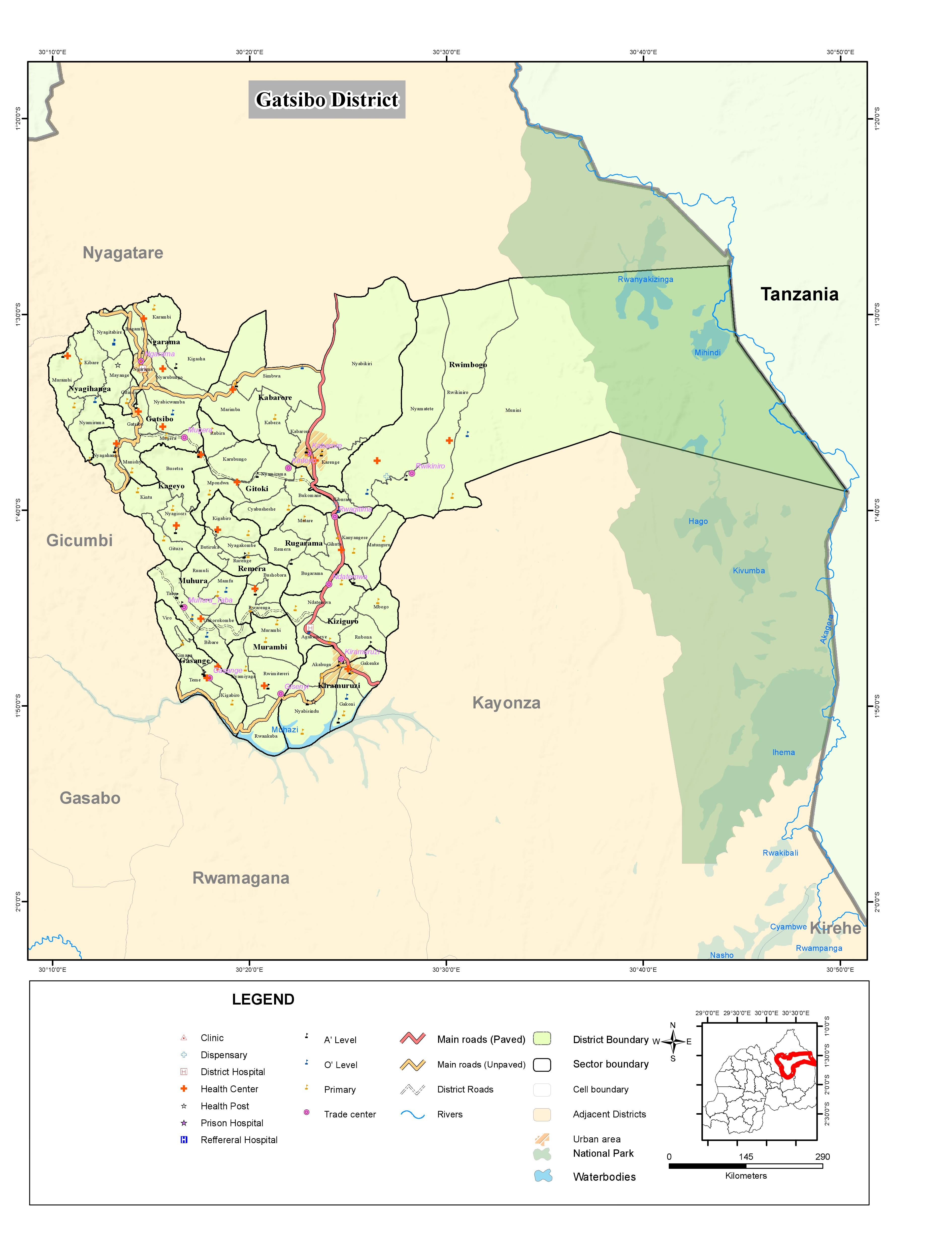
Carte de Gatsibo

## Économie
La pêche est pratiquée sur le lac.